# Agul
Agul (rusky Агул) je řeka v Irkutské oblasti a v Krasnojarském kraji v Rusku. Je dlouhá 347 km. Plocha povodí měří 11 600 km². Na horním toku se nazývá Velký Agul (rusky Большой Агул [Bolšoj Agul]).

## Průběh toku
Pramení na severních svazích Agulských Belek ve Východním Sajanu. Teče v úzké dolině na sever a na dolním toku protéká předhůřím Východního Sajanu. Ústí zprava do Kanu (povodí Jeniseje).

### Přítoky
- zleva – Kungus

## Využití
Řeka i její levý přítok Kungus jsou splavné.